# Elecciones provinciales de San Luis de 1987
El 6 de septiembre de 1987 se realizaron elecciones para elegir Gobernador, vicegobernador, 9 senadores provinciales y 28 diputados provinciales.
El resultado estableció que el gobernador Adolfo Rodríguez Saá fuera reelegido gobernador de la provincia.

## Resultados

### Gobernador y vicegobernador
| Fórmula               | Fórmula               | Partido               | Partido                            | Votos   | %     |
| Gobernador            | Vicegobernador        | Partido               | Partido                            | Votos   | %     |
| --------------------- | --------------------- | --------------------- | ---------------------------------- | ------- | ----- |
| Adolfo Rodríguez Saá  | Ángel Rafael Ruiz     |                       | Frente Justicialista               | 71.086  | 52,13 |
| Jorge Alfredo Agúndez |                       |                       | Unión Cívica Radical               | 44.818  | 32,87 |
| Oraldo Britos         |                       |                       | Frente Renovador                   | 9.872   | 7,24  |
|                       |                       |                       | UCeDé - MPP - Demócrata Liberal    | 9.322   | 6,84  |
|                       |                       |                       | Movimiento al Socialismo           | 468     | 0,34  |
|                       |                       |                       | Frente Amplio de Liberación (FRAL) | 428     | 0,31  |
|                       |                       |                       | Partido Socialista Popular         | 368     | 0,27  |
| Votos positivos       | Votos positivos       | Votos positivos       | Votos positivos                    | 136.362 | 98,06 |
| Votos en blanco       | Votos en blanco       | Votos en blanco       | Votos en blanco                    | 1.922   | 1,38  |
| Votos nulos           | Votos nulos           | Votos nulos           | Votos nulos                        | 207     | 0,15  |
| Diferencia de actas   | Diferencia de actas   | Diferencia de actas   | Diferencia de actas                | 570     | 0,41  |
| Participación         | Participación         | Participación         | Participación                      | 139.061 | 86,15 |
| Electores registrados | Electores registrados | Electores registrados | Electores registrados              | 161.420 | 100   |
| Fuente:               |                       |                       |                                    |         |       |

### Cámara de Diputados
| ← 1985 · Cámara de Diputados · 1989 → | ← 1985 · Cámara de Diputados · 1989 →  | ← 1985 · Cámara de Diputados · 1989 → | ← 1985 · Cámara de Diputados · 1989 → | ← 1985 · Cámara de Diputados · 1989 → |
| Partido                               | Partido                                | Votos                                 | %                                     | Bancas                                |
| ------------------------------------- | -------------------------------------- | ------------------------------------- | ------------------------------------- | ------------------------------------- |
|                                       | Frente Justicialista                   | 58.681                                | 44,16                                 | 18/28                                 |
|                                       | Unión Cívica Radical                   | 44.816                                | 33,73                                 | 9/28                                  |
|                                       | Frente Renovador                       | 9.835                                 | 7,40                                  | 1/28                                  |
|                                       | UCeDé - MPP - Demócrata Liberal        | 8.956                                 | 6,74                                  |                                       |
|                                       | Unión Popular                          | 4.883                                 | 3,67                                  |                                       |
|                                       | Movimiento de Integración y Desarrollo | 4.716                                 | 3,55                                  |                                       |
|                                       | Frente Amplio de Liberación (FRAL)     | 469                                   | 0,39                                  |                                       |
|                                       | Partido Socialista Popular             | 344                                   | 0,26                                  |                                       |
|                                       | Movimiento al Socialismo               | 175                                   | 0,13                                  |                                       |
| Votos positivos                       | Votos positivos                        | 132.875                               | 95,55                                 |                                       |
| Votos en blanco                       | Votos en blanco                        | 4.479                                 | 3,22                                  |                                       |
| Votos nulos                           | Votos nulos                            | 208                                   | 0,15                                  |                                       |
| Diferencia de actas                   | Diferencia de actas                    | 1.499                                 | 1,08                                  |                                       |
| Participación                         | Participación                          | 139.061                               | 86,15                                 |                                       |
| Electores registrados                 | Electores registrados                  | 161.420                               | 100                                   |                                       |
| Fuente:                               |                                        |                                       |                                       |                                       |

### Cámara de Senadores
| Cámara de Senadores · 1989 → | Cámara de Senadores · 1989 →       | Cámara de Senadores · 1989 → | Cámara de Senadores · 1989 → | Cámara de Senadores · 1989 → |
| Partido                      | Partido                            | Votos                        | %                            | Bancas                       |
| ---------------------------- | ---------------------------------- | ---------------------------- | ---------------------------- | ---------------------------- |
|                              | Frente Justicialista               | 68.122                       | 51,00                        | 9/9                          |
|                              | Unión Cívica Radical               | 45.026                       | 33,71                        |                              |
|                              | Frente Renovador                   | 10.720                       | 8,03                         |                              |
|                              | UCeDé - MPP - Demócrata Liberal    | 8.720                        | 6,53                         |                              |
|                              | Movimiento al Socialismo           | 364                          | 0,27                         |                              |
|                              | Partido Socialista Popular         | 328                          | 0,25                         |                              |
|                              | Frente Amplio de Liberación (FRAL) | 297                          | 0,22                         |                              |
| Votos positivos              | Votos positivos                    | 133.577                      | 96,06                        |                              |
| Votos en blanco              | Votos en blanco                    | 4.040                        | 2,91                         |                              |
| Votos nulos                  | Votos nulos                        | 213                          | 0,15                         |                              |
| Diferencia de actas          | Diferencia de actas                | 1.231                        | 0,89                         |                              |
| Participación                | Participación                      | 139.061                      | 86,15                        |                              |
| Electores registrados        | Electores registrados              | 161.420                      | 100                          |                              |
| Fuente:                      |                                    |                              |                              |                              |